# ブレンダ・ミルナー
ブレンダ・ミルナー（Brenda Milner, 1918年7月15日 - ）はカナダの神経科学者。マギル大学教授（神経外科）。神経心理学の創始者とされる。イギリス・マンチェスター出身。
ケンブリッジ大学ニューナムカレッジを卒業後、第二次世界大戦中の1944年に電気技師の夫とともにカナダに移住し、1952年にマギル大学から実験心理学の博士号を取得した。2023年現在、105歳で、脳の研究に携わっている。

## 受賞歴
- 1979年 - カール・スペンサー・ラシュレー賞
- 1987年 - ラルフ・W・ジェラルド賞
- 2004年 - 米国科学アカデミー賞神経科学部門
- 2005年 - ガードナー国際賞
- 2009年 - バルザン賞
- 2011年 - パール・マイスター・グリーンガード賞
- 2014年 - ダン・デイヴィッド賞、カヴリ賞神経科学部門